# Rafael Alcântara do Nascimento
Rafael Alcântara do Nascimento známý i jako Rafinha (* 12. února 1993, São Paulo, Brazílie) je brazilský fotbalový záložník a reprezentant, od září 2022 hráč katarského klubu Al-Arabi SC.
Jeho otcem je brazilský mistr světa ve fotbale z roku 1994 v USA Mazinho, bratrem fotbalista Thiago Alcântara a bratrancem fotbalový útočník Rodrigo Moreno Machado.

## Klubová kariéra
V profesionálním fotbale debutoval v dresu FC Barcelona. Na začátku sezony 2015/2016 ho trenér Luis Enrique začal využívat na pozici pravého obránce.[zdroj?]

## Reprezentační kariéra

### Španělsko
Rafinha působil v mládežnických reprezentacích Španělska U16, U17 a U19.

### Brazílie
V roce 2013 na sebe oblékl dres brazilské reprezentace do 20 let a jal se reprezentovat Brazílii na Mistrovství Jižní Ameriky hráčů do 20 let v Argentině.